# Promontorio di Ansedonia
Il promontorio di Ansedonia è un promontorio situato all'estremità meridionale della provincia di Grosseto. Ubicato nel territorio comunale di Orbetello, vi sorge la frazione di Ansedonia e, sulla vetta, l'antica città romana di Cosa. Si eleva non lontano dal più esteso monte Argentario, rispetto al quale si trova ad oriente.
Il promontorio si eleva chiudendo a est il tombolo della Feniglia con la sua spiaggia, mentre ad ovest delimita il lungo arenile delle spiagge ferrifere, al cui inizio si trova la torre della Tagliata; la vetta è situata a 113 metri s.l.m. e conicide con l'Acropoli di Cosa.
Sulle pendici che si affacciano verso il mare sono ubicate due torri costiere, la torre di San Pancrazio a ovest e la torre di San Biagio a est, mentre a sud le acque del mar Tirreno bagnano coste alte e rocciose. In prossimità delle sponde orientali del promontorio, è da segnalare la presenza della tagliata Etrusca e dello spacco della Regina, opere di ingegneria idraulica a protezione dell'antico porto etrusco-romano che ivi sorgeva.
Il promontorio è caratterizzato per la presenza di vegetazione tipica della macchia mediterranea.